# Kosmos (rakieta)
Kosmos – rodzina radzieckich rakiet nośnych. Budowane w oparciu o dwie rakiety balistyczne średniego zasięgu, R-12 i R-14. Zapoczątkowana przez rakietę Kosmos 63S1 w roku 1961. Zastąpiona przez jej modyfikację, Kosmos 63S1M (1965). Kolejnym wariantem była rakieta Kosmos 11K63 (1966). Po nich nazwę Kosmos otrzymały rakiety budowane w oparciu o R-14. Były to, chronologicznie: Kosmos 65S3 (1964), Kosmos 11K65 (1966), Kosmos 11K65M (1967), Kosmos 65MP (1973).
Współcześnie używany jest jedynie model Kosmos 3M. Od 1967 roku startował 445 razy. Jest on dalej rozwijany, a jego najnowszym wariantem będzie rakieta Kosmos 3MU.

## Nazewnictwo
Rakiety rodziny Kosmos miały co najmniej dwie nazwy radzieckie i trzy nadane przez USA lub Europę.
| Rakieta        | Inne oznaczenia radzieckie    | Oznaczenie Biblioteki Kongresu | Oznaczenie Departamentu Obrony USA | Nazwa nadana przez Air Standardization Coordinating Committee |
| -------------- | ----------------------------- | ------------------------------ | ---------------------------------- | ------------------------------------------------------------- |
| Kosmos 63S1    | Kosmos 2I                     | B-1                            | SL-7                               | Sandal                                                        |
| Kosmos 11K63   | Kosmos 2I                     | B-1                            | SL-7                               | Sandal                                                        |
| Kosmos 63S1M   | Kosmos 2M                     | B-1                            | SL-7                               | Sandal                                                        |
| Kosmos 65S3    | Kosmos 1                      | C-1                            | SL-8                               | Skean                                                         |
| Kosmos 11K65   | Kosmos 3                      | C-1                            | SL-8                               | Skean                                                         |
| Kosmos 11K65M  | Kosmos 3M                     | C-1                            | SL-8                               | Skean                                                         |
| Kosmos 65MP    | Kosmos 3MP                    | C-1                            | SL-8                               | Skean                                                         |
| Kosmos 11K65MU | Kosmos 3MU Wzlot (ros. взлет) | C-1                            | SL-8                               | Skean                                                         |